# The Big C
The Big C es una serie de televisión, original de Showtime y concebida por Darlene Hunt, que se estrenó el 16 de agosto de 2010. Obtuvo el  mayor índice de audiencia para un estreno de serie original en la cadena en ocho años. 
El 20 de septiembre fue renovada para una segunda temporada, que se estrenó el 27 de junio de 2011; y el 2 de septiembre fue renovada para una tercera temporada.

## Reparto principal
- Laura Linney como Catherine "Cathy" Jamison. Cathy es una profesora de secundaria que, al comienzo de la serie, ha sido recientemente diagnosticada con cáncer terminal en grado IV por un melanoma. Reacia a cargar a su familia y amigos con la noticia, guarda el secreto durante meses. Da a conocer su enfermedad a su vecina y amiga Marlene. Su comportamiento cambia dramáticamente al empezar a tomar decisiones imprudentes cuando ve que el rostro de la muerte se aproxima. Estos incluyen patadas a su marido, gastarse dinero en un coche caro y tener una aventura. Se hace amiga de Andrea, una estudiante parlanchina. Al desesperarse por asegurarse de que su hijo adolescente está en el camino correcto antes de morir, lo que consigue es involuntariamente un distanciamiento entre ellos. Por fin termina su romance cuando todo se da a conocer, y permite a su marido a regresar, revelándoles que ella está enferma. Hereda la casa de Marlene, que ella le dejó en su testamento, y se la entrega a su hermano Sean. Decide someterse a un tratamiento muy arriesgado, porque ella quiere vivir.

- Oliver Platt como Paul Jamison, el esposo de Cathy. Paul tiene un enfoque un poco infantil de la vida, y Cathy lo echa de la casa porque está harta de cuidar de él. Él no entiende realmente la situación, pero sigue en la esperanza de que la situación puede arreglarse. Mientras está separado, tiene un encuentro sexual con otra mujer, lo que es en última instancia perdonado al retomar la relación con Cathy. Cuando Cathy revela su cáncer, él vuelve y se vuelve excesivamente atento y cariñoso. Platt previamente coprotagonizó junto a Laura Linney la película Kinsey.

- John Benjamin Hickey como Sean Tolkey, hermano de Cathy.

- Gabriel Basso como Adam Jamison, hijo de Cathy y Paul. Un típico adolescente, que se resiste  al aumento repentino de su madre en la atención y el afecto. Él golpea a un compañero de escuela amistad inestable con Andrea, pero se cae a pedazos después de que palidece cuando se insinúa por otros que tienen una vida sexual íntima. Después de meterse en problemas, se le castiga por ser obligado a hacer tareas de la casa de Marlene. Él es el primero en darse cuenta de Marlene tiene la enfermedad de Alzheimer. En uno de sus episodios, Marlene - no lo reconoce - saca una pistola sobre él y lo persigue fuera de su casa.

- Phyllis Somerville como Marlene, la anciana vecina y amiga de Cathy que padece de Alzheimer (temporada 1; recurrente temporadas 2-4).

- Gabourey Sidibe como Andrea Jackson, estudiante de la clase de Cathy (temporadas 3-4; recurrente temporadas 1-2).

## Recepción de la crítica
El episodio piloto de The Big C obtuvo críticas generalmente positivas, pero el resto de su primera temporada fue recibido con una mezcla de críticas negativas. Una temporada recibió una puntuación de 66 en Metacritic. Alessandra Stanley del The New York Times escribió: «The Big C funciona porque la mayor parte del guion es fuerte y creíble, y también lo es la Sra. Linney, a la que rara vez se la pilla una nota falsa, y aquí tiene un tono perfecto ... la serie está en su mejor momento cuando sardónica y sometido « Washington Post crítico Hank Stuever dijo: Animada por bisturí afilado por escrito e incluso actuaciones más aguda, The Big C .. camina . delgada línea de tener las dos cosas es para las personas que son repelidos por el calentamiento difusa, enfermedad-o'-la semana-los dramas de la televisión por cable, mientras que EW.com 's Ken Tucker con sus sofismas punto importante del diagrama: "Mi gran problema con The Big C se refiere a una decisión crucial del espectáculo hecho para los primeros episodios: Cathy se niega a decir a los más cercanos a ella que ella tiene cáncer Si bien esta es una de las muchas personas diferentes reacciones que ese diagnóstico en tiempo real. la vida, en una comedia-drama como este, hace que todos a su alrededor parece un poco oscuro. "
La segunda temporada recibió críticas similares a la primera, obteniendo una puntuación de 64 en Metacritic. Maureen Ryan, de AOL TV, afirmó que «tener temeperamento y estar familiarizada con una enfermedad que puede ser fatal es un campo fértil tanto el drama como para la comedia de humor negro, pero hasta el momento, The Big C no ha sido capaz de explotar ese tema con la consecuente frescura y profundidad». Ken Tucker, de Entertainment Weekly, se mostró crítico con la serie, pero elogió la actuación, afirmando que «gran parte de la dramatización poco original The Big C de las preocupaciones de cáncer se ve mitigada por las actuaciones frescas y dinámicas de Linney y Oliver Platt».